# Euphlyctis ehrenbergii
Euphlyctis ehrenbergii és una espècie de granota que es troba al Iemen i a l'Aràbia Saudita.